# Collège pontifical nord-américain
Le collège pontifical nord-américain (Pontificium Collegium Civitatum Fœderatarum Americæ Septentrionalis) est une institution d'enseignement supérieur pour les séminaristes de l'Église catholique romaine, spécialement ceux du continent nord-américain et des États-Unis, située à Rome. Les prêtres citoyens des États-Unis qui étudient à Rome peuvent être également logés au collège.

## Historique
Le collège a été fondé en 1859 par Pie IX et a été gratifié du titre de collège pontifical en 1884. Il est supervisé par les évêques des États-Unis et par la congrégation pour l'enseignement catholique. Sa devise est Firmum est cor meum. Son recteur actuel est Mgr Peter C. Harman.
Le collège est créé dans un ancien couvent dominicain du nom de Casa Santa Maria situé près de la fontaine de Trevi. Il obtient le statut pontifical en 1884 et devient un collège des États-Unis par une loi de l'État du Maryland en 1886 et s'intitule officiellement The American College of the Roman Catholic Church of the United States.
Tous les étudiants demeuraient à la Casa Santa Maria, jusqu'à la Seconde Guerre mondiale. Les séminaires et collèges nationaux sont temporairement fermés par Pie XII pendant la guerre et les non-Italiens retournent dans leur pays d'origine. Les vocations ayant explosé après l'armistice de 1945, les évêques américains décident de la construction d'un nouveau bâtiment pour accueillir tous ces nouveaux séminaristes. Il est construit sur le Janicule sur un terrain acquis en 1926 appartenant à la villa Gabrielli.
Le pape Pie XII bénit lui-même le séminaire nouvellement achevé, le 8 décembre 1952, fête de l'Immaculée Conception. Il accueille les séminaristes américains, tandis que la Casa Santa Maria accueille les prêtres poursuivant des études supérieures à Rome. En 2009 et 2010 une maison du XVIIIe siècle dénommée la Casa O'Toole est rénovée sur le Janicule, pour accueillir des prêtres américains ordonnés depuis plus de dix ans qui suivent différents programmes de formation. De plus un nouveau couvent est construit pour les Sœurs assurant le service du collège.

## Structure et organisation
Le conseil de direction est composé de quinze évêques ou évêques auxiliaires représentant chaque région de l'Église catholique des États-Unis. Il est présidé actuellement par l'archevêque de Newark, Mgr John Myers. Son recteur est Mgr Checchio, issu du diocèse de Camden dans le New Jersey.
Le collège comprend le séminaire du Janicule pour les séminaristes, la Casa Santa Maria pour les prêtres suivant de hautes études spécialisées ou des doctorats, la Casa O'Tool pour la formation continue en théologie de prêtres et d'autres instituts de formation. Pour l'année scolaire 2010-2011 le collège du Janicule accueillait 250 séminaristes (en augmentation par rapport aux années précédentes), la Casa Santa Maria environ soixante-quinze prêtres et les deux instituts de formation environ une trentaine d'étudiants chacune.